# إلفيات الرمال
إلفيات الرمال (الاسم العلمي: Ammophilinae)، فُصيلة دبابير من فصيلة زنبوريات خيطية الخصر. يوجد حوالي 6 أجناس وأكثر من 320 نوعًا موصوفًا في إلفيات الرمال

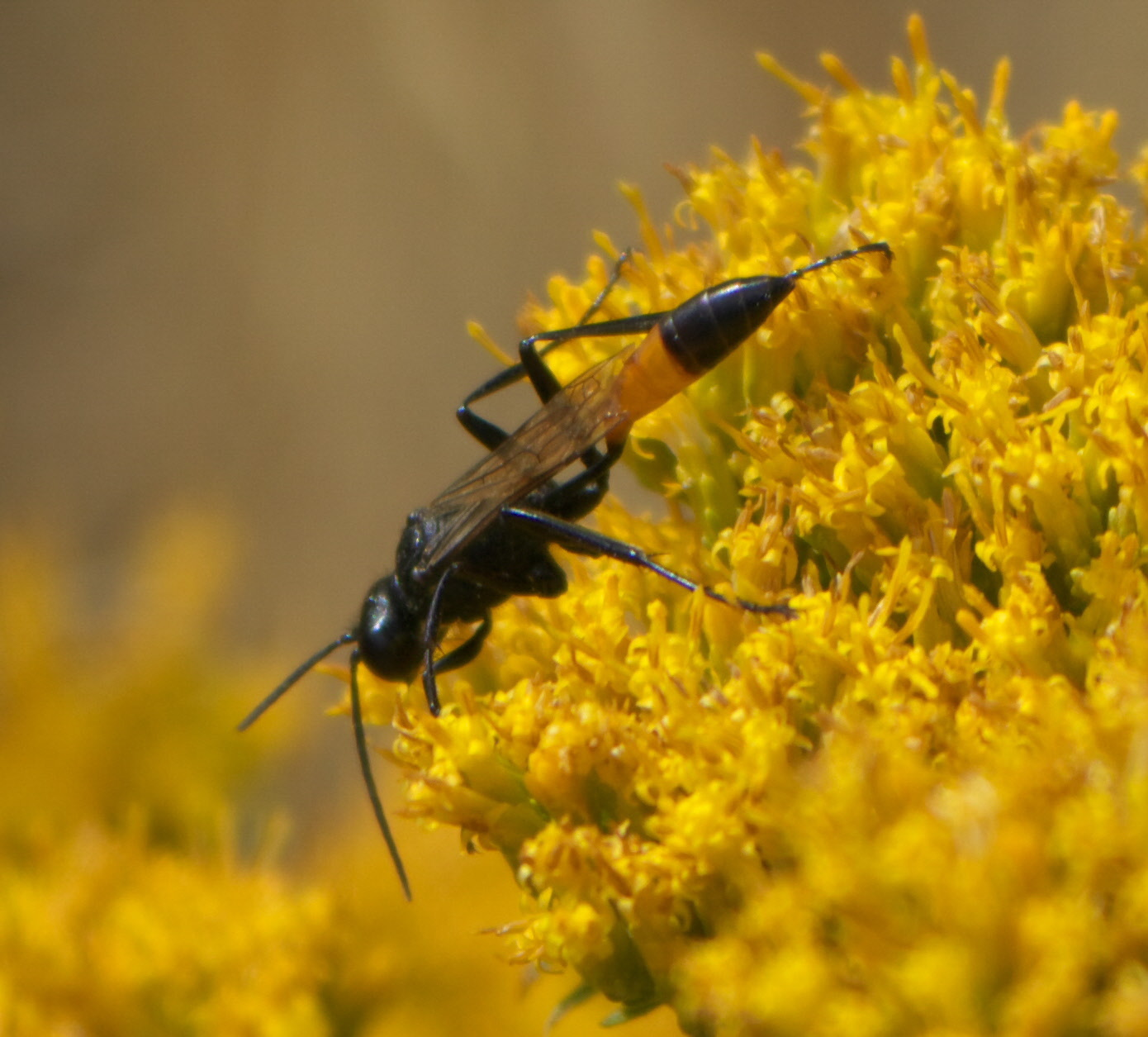
Podalonia

.

## الأجناس
تنتمي هذه الأجناس الستة إلى فُصيلة إلفيات الرمال:
- Ammophila W. Kirby, 1798
- Eremnophila Menke, 1964
- Eremochares Gribodo, 1883
- Hoplammophila de Beaumont, 1960
- Parapsammophila Taschenberg, 1869
- Podalonia Fernald, 1927 (cutworm wasps)